# مقاطعة إيجكوم (كارولاينا الشمالية)
مقاطعة إيجكوم (بالإنجليزية: Edgecombe County)‏ هي إحدى مقاطعات ولاية كارولاينا الشمالية في الولايات المتحدة الأمريكية. مركز المقاطعة أو مقعدها هي مدينة تاربورو. تأسست هذه المقاطعة سنة 1741.أصل هذه المقاطعة يأتي من: مقاطعة بيرتي.

## أعلام
- جون كلارك
- ألين جونز
- جون بيل
- الياس كار
- دنكان لامونت كلينش